# Aguarales de Valpalmas
Az Aguarales de Valpalmas (rövidebb nevén Aguarales, más néven Aguarales de Valdemilaz) egy geológiai képződmény Valpalmas település közelében, a spanyolországi Aragónia autonóm közösség Zaragoza tartományában, melyet a lehulló csapadék miatti kőzetpusztulás és a különböző keménységű kőzetek eltérő erodálódása hozott létre.

## Képek

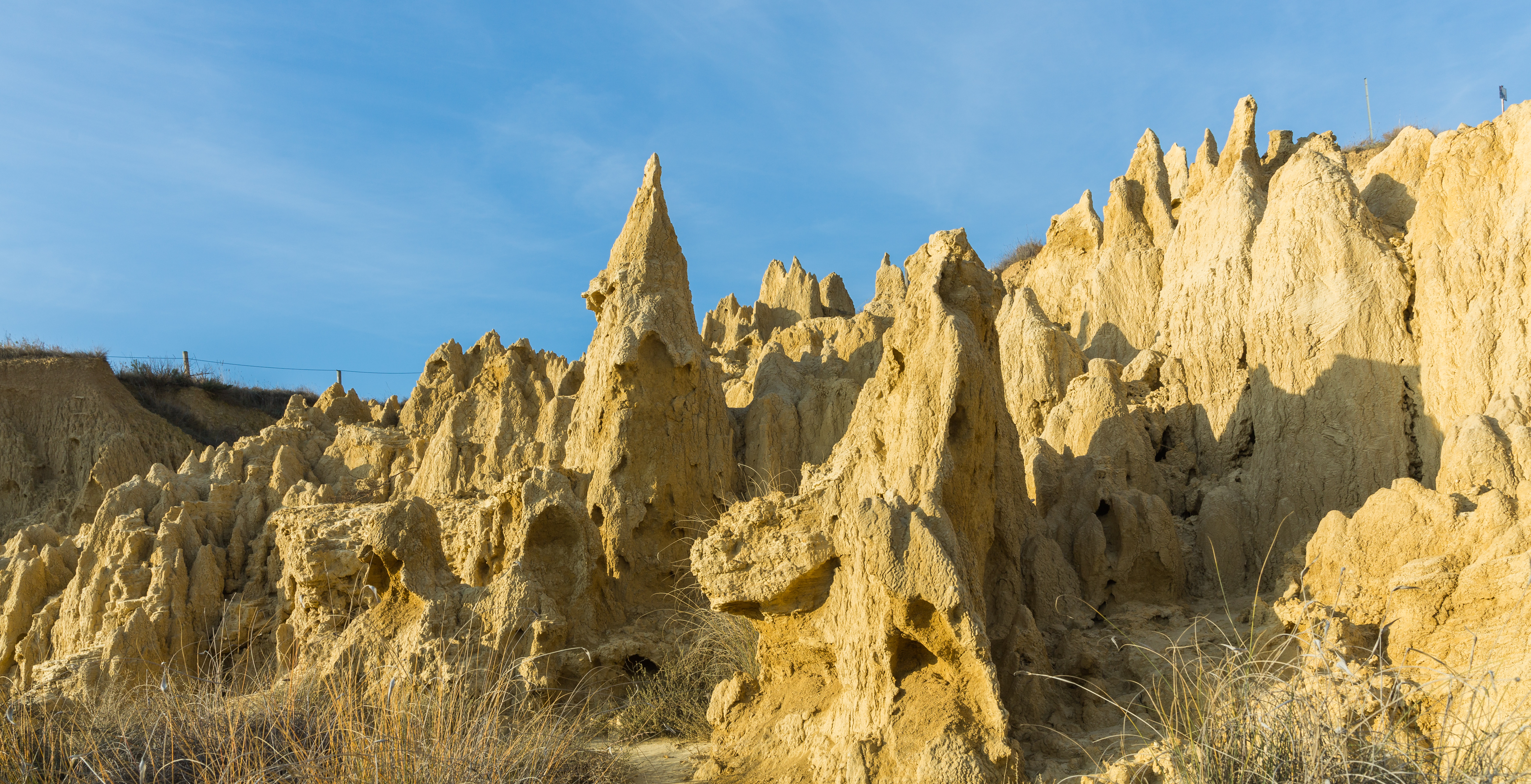
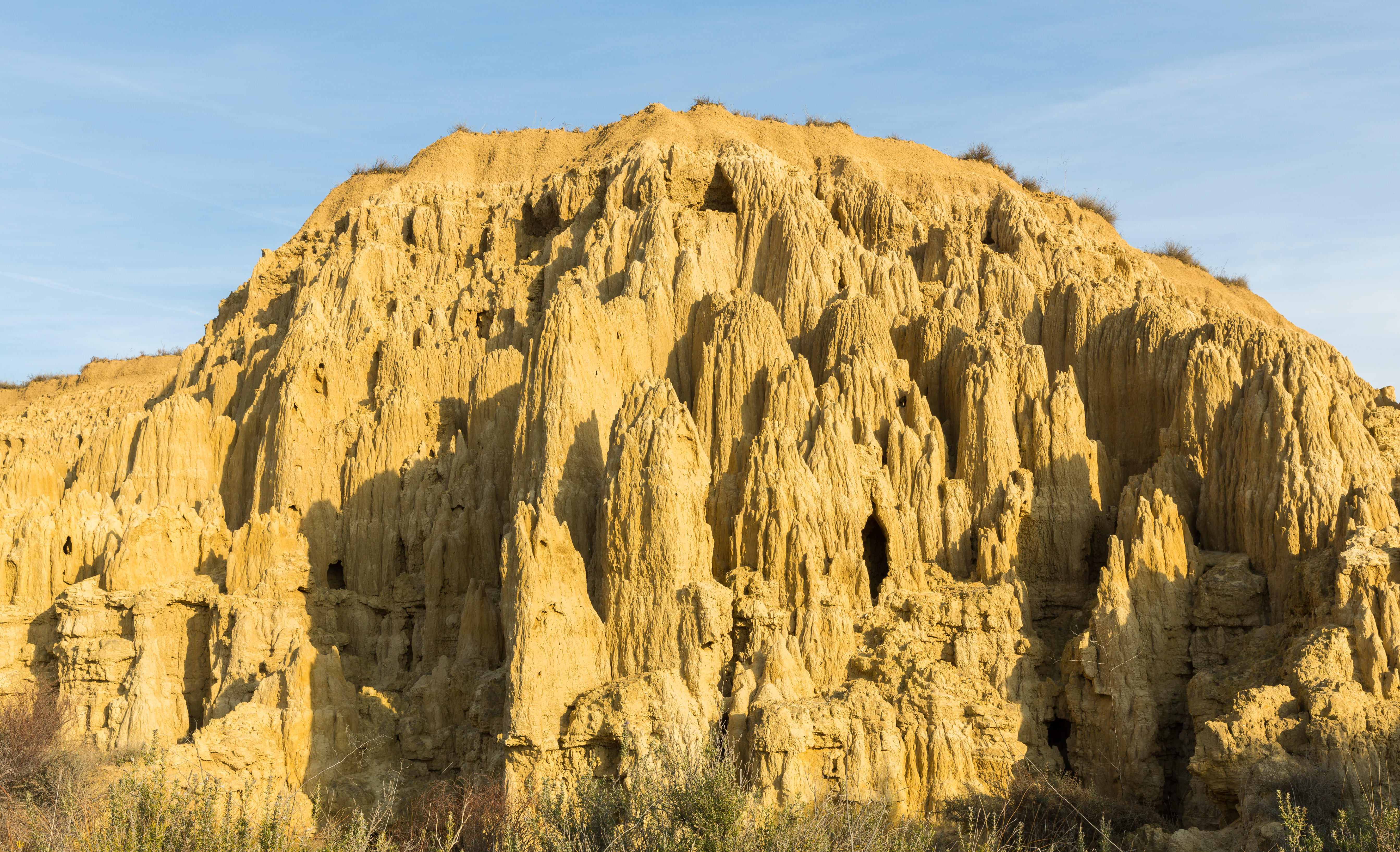
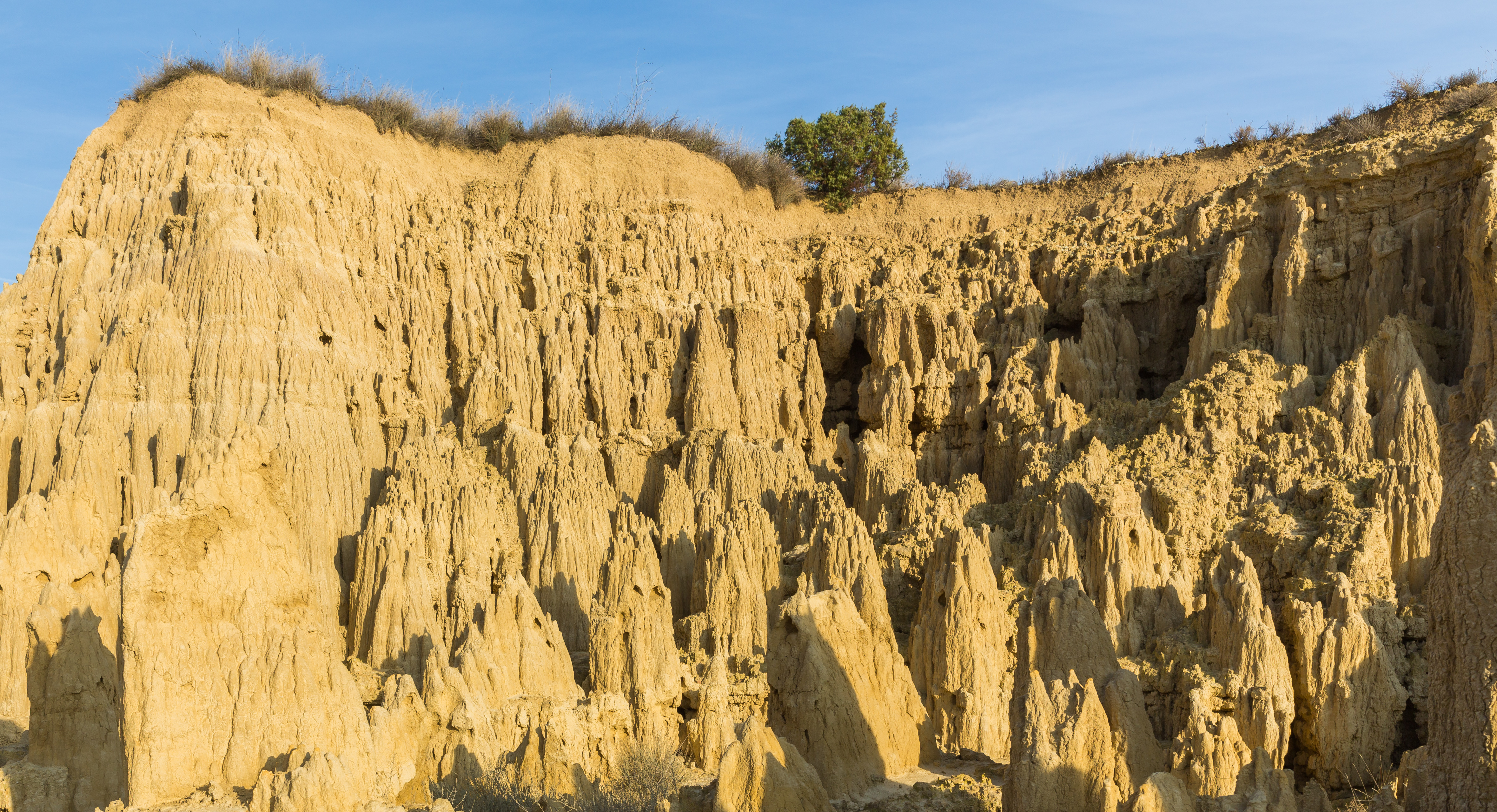
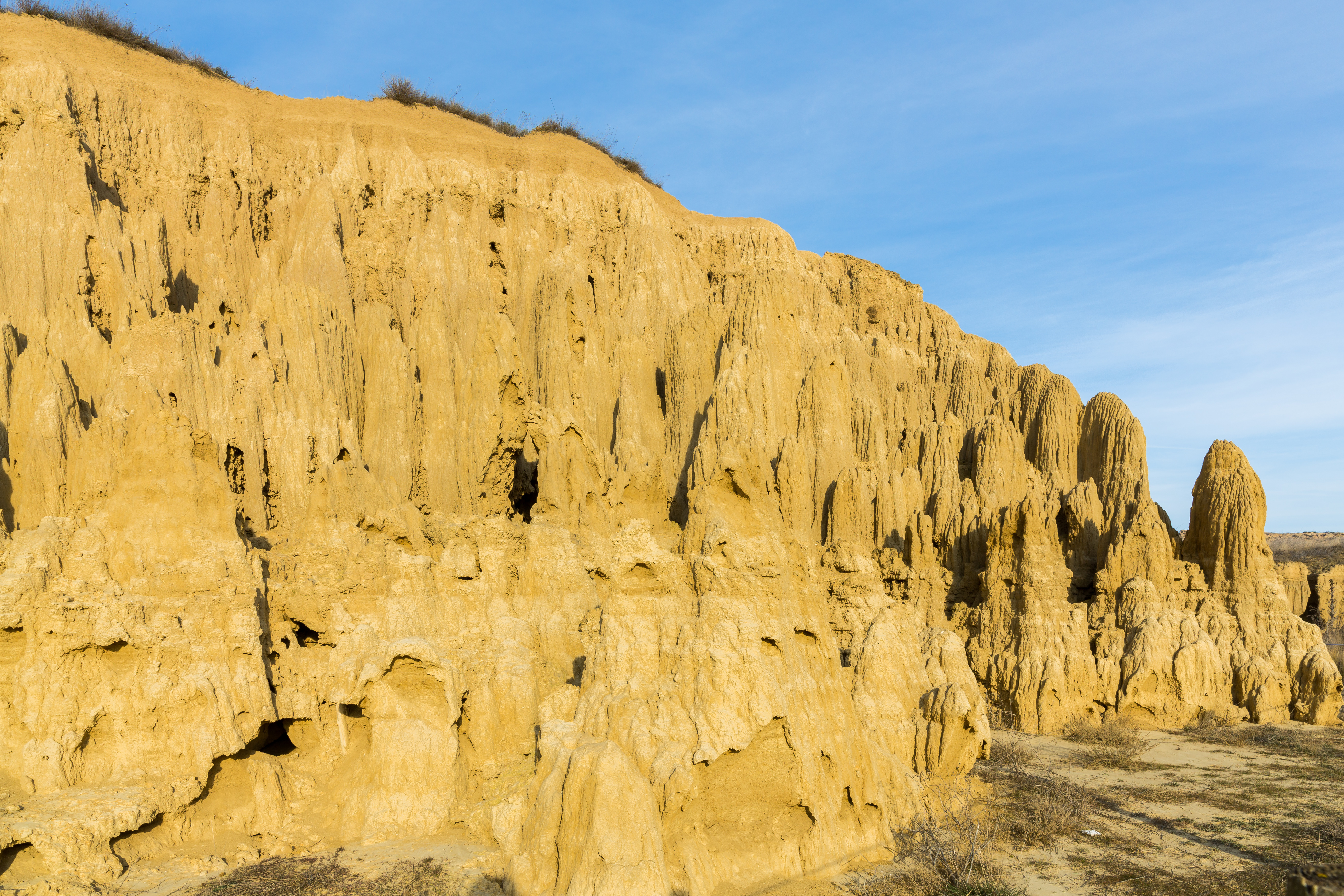
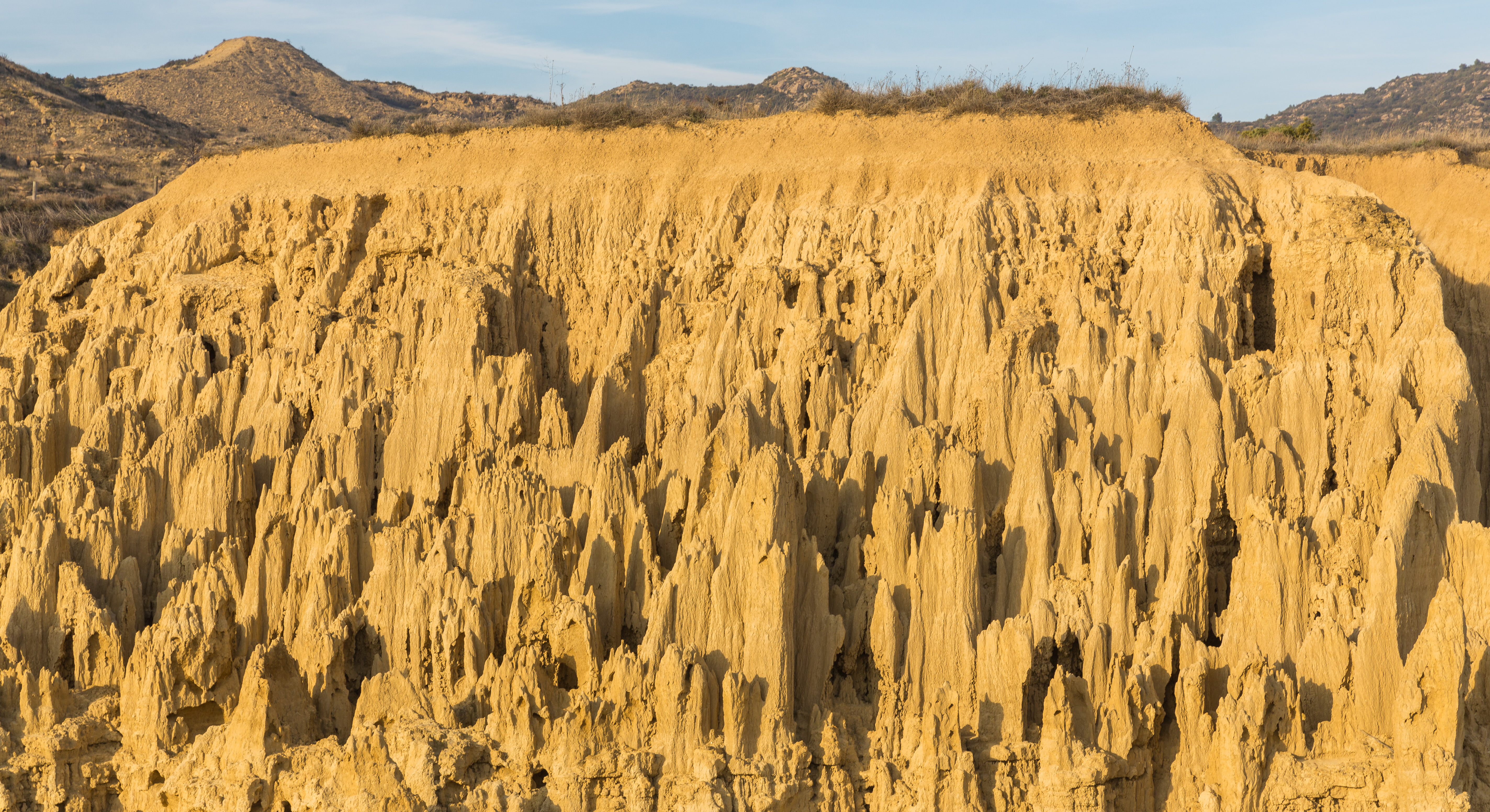
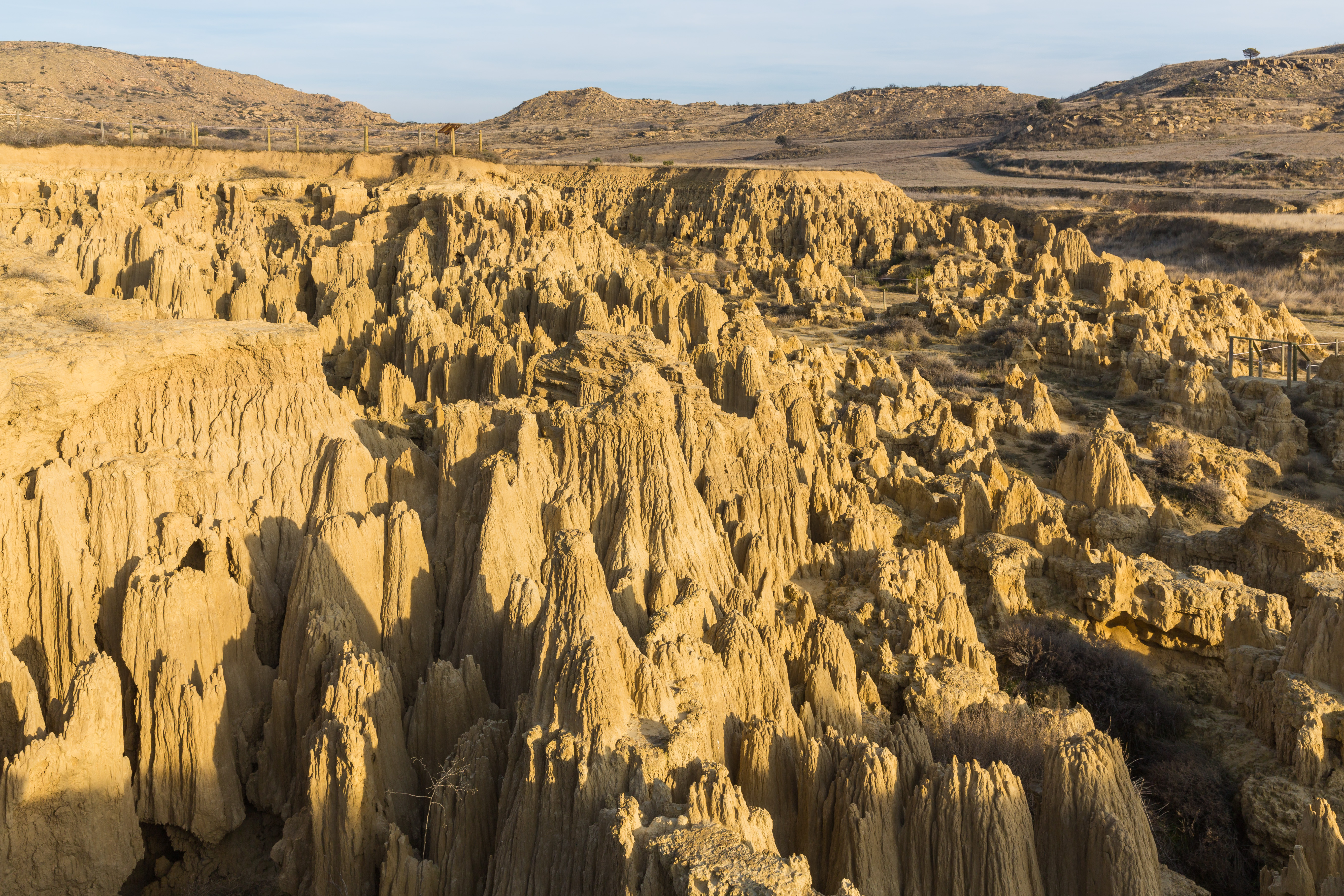

## Elhelyezkedése
Az Aguarales de Valpalmas az ország északkeleti részén, Aragónia autonóm közösségben található, Zaragoza tartomány Cinco Villas járásában. A természeti képződmény Valpalmas községközpontjától másfél kilométernyire keletre helyezkedik el, a Piedratajada irányába vezető út északkeleti oldalán. A terület a nappali órákban szabadon látogatható, a turisták számára tájékoztató táblát is kihelyeztek.

## Kialakulása
Az Aguarales de Valpalmas kialakulását a lehulló csapadék okozta kőzetmállás, kőzetpusztulás és a különböző keménységű kőzetek eltérő lepusztulási ideje hozta létre. Az Ebro folyó bemélyedésére jellemző bőséges nyári csapadék fokozatosan lemosta a puhább kőzeteket, a talajt és az üledékes kőzettakarót (homok, agyag) a felszínről, miközben a keményebb, szilárdabb részek, amelyek az időjárás viszontagságainak jobban ellenálltak, azok továbbra is védték az alattuk elhelyezkedő rétegeket. Emiatt kisebb csúcsok, tüskék alakultak ki a felszínen: így jött létre a napjainkban látható felszíni formavilág.